# Ливистона круглолистная
Ливистона круглолистная (лат. Livistona rotundifolia) — вид растений рода Ливистона (Livistona) семейства Пальмовые (Arecaceae).

## Ботаническое описание

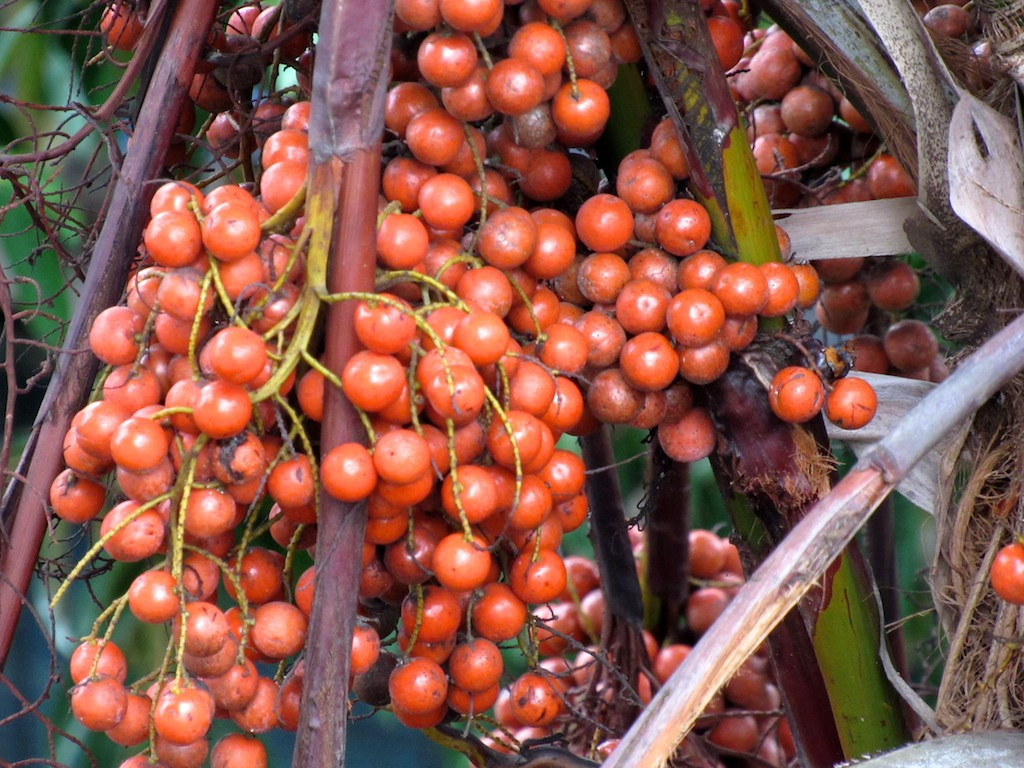
Плоды

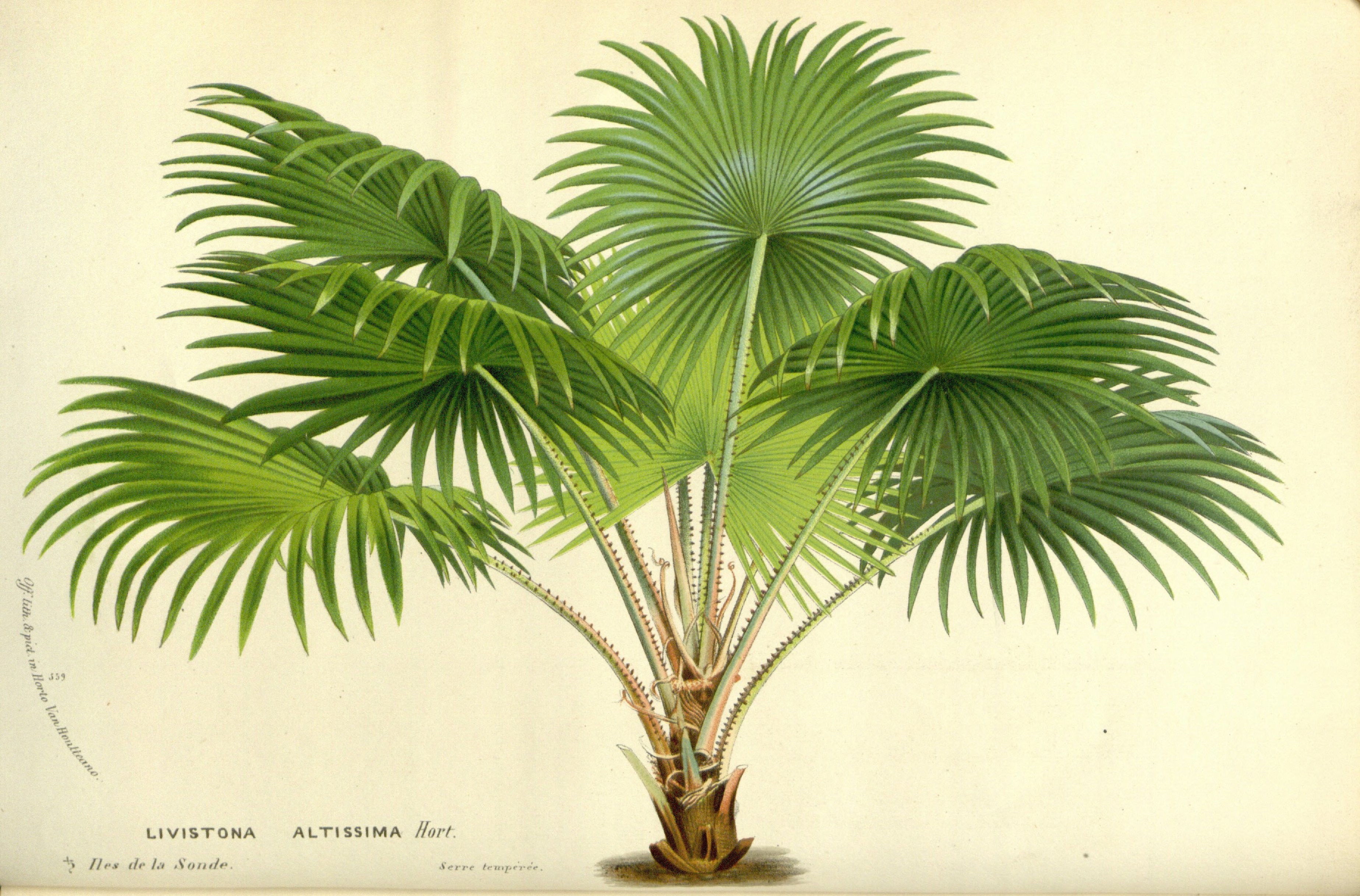

Высокая обоеполая одноствольная пальма. Ствол до 15 м высотой, 15—25 см в диаметре на уровне груди, листовые рубцы от неясных до заметных, от светло-зелёных до белых, междоузлия широкие, от зелёного до серого цвета, гладкие или редко с продольными трещинами, пеньки черешков не стойкие. Листья по 20—50 собраны на верхушке стебля в шаровидную крону. Черешки слегка изогнутые, 90—210 см в длину, 15 см в ширину в проксимальном направлении, около 2 см в дистальном направлении, уплощённые или умеренно ребристые, по краям с отогнутыми назад чёрными шипами длиной 1—20 мм на всем протяжении или только в проксимальном направлении, с наибольшими проксимальными, дистально уменьшающимися и более широко расставленные, или очень редко с отсутствующими шипами у взрослых растений; волокна основания листа умеренно выпуклые, грубые, крест-накрест, коричневые, стойкие, придаток треугольный; язычок сильно выступающий, 2 см высотой; рёберно-веерная пластинка, от круглой до округлой, правильно сегментированная, 75—150 см длиной, адаксиально полуглянцевая темно-зелёная, абаксиально более светлая сизо-зелёная; пластинка разделена на 40—65 % длины, с 60—90 члениками, глубина вершинной щели 4—25 % длины членика, вершинные лопасти обычно прямостоячие, но на сегментах с более глубокими щелями отвислые; средние листовые сегменты шириной около 5 см в месте расхождения сегментов; параллельных жилок по 6—9 с каждой стороны средней жилки; поперечные жилки равны или тоньше параллельных жилок.
Соцветия тройчатые с более или менее одинаковыми боковыми осями, разветвлённые до 4 порядков, длиной 90—150 см, не выходящие за пределы кроны, дугообразно изогнутые; парциальных соцветий около 10, самые длинные около 30 см; профилл до 30 см длиной, голый, соломенного цвета; прицветники на ножке отсутствуют или по 1, плотно трубчатые; прицветники рахиса плотно трубчатые, красновато-коричневые, голые, срезанные на вершине, с возрастом не повреждаются; рахиллы 3—20 см длиной, 1—1,5 мм толщиной, прямые, желтоватые, голые. Цветки одиночные или в соцветиях по 2—4, до 2—3 мм длиной, желтоватые, сидячие на коротких цветоножках. Чашелистики широкояйцевидные, очень тупые, дорсально килеватые; лепестки притуплённые, желтоватые. Завязь голая; столбик шиловидный, острый, очень короткий. Плоды многочисленные, от шаровидных до почти шаровидных, 11—25 мм в диаметре, сначала жёлтые, но при созревании становятся оранжево-красными, красными, тёмно-фиолетовыми или голубовато-чёрными; эпикарпий тонкий, гладкий или с рассеянными чечевицеобразными порами; линия шва по всей длине плода; мезокарпий толщиной около 1,5 мм, от слегка волокнистого до песчанистого; эндокарпий очень тонкий; плодоножка 2-3 мм длиной. Семена шаровидные, 10—13 мм в диаметре, эндосперм занимает две трети семени почти на всю его ширину; рубчик широкий, округлый; зародыш латеральный, 2—2,4 мм длиной. Эофиллы в семенах 5-ребристые. Цветёт и плодоносит круглый год.

## Распространение и экология
Юго-Восточная Азия: от Борнео (остров Банги) до Новой Гвинеи (острова Раджа-Ампат). Растёт в болотистых лесах, сезонно сухих болотистых лесах, на окраинах мангровых зарослей, низинных тропических лесах, влажных вечнозелёных лесах, вдоль рек и во вторичных лесах; обычно на высотах до 300 м над уровнем моря, реже в горных плювиальных лесах на низких и средних высотах.

## Значение и применение
Вид культивируется во всем мире в тропических и субтропических странах как декоративное растение.

## Синонимы
- Corypha rotundifolia Lam. (1786)basionym
- Licuala rotundifolia (Lam.) Blume (1830)
- Livistona altissima Zoll. (1857)
- Livistona microcarpa Becc. (1907)
- Livistona mindorensis Becc. (1909)
- Livistona robinsoniana Becc. (1911)
- Livistona rotundifolia var. luzonensis Becc. (1919)
- Livistona rotundifolia var. microcarpa (Becc.) Becc. (1919)
- Livistona rotundifolia var. mindorensis (Becc.) Becc. (1919)
- Saribus rotundifolius (Lam.) Blume (1838)